# Blærerod-familien
Blærerod-familien (Lentibulariaceae) er en familie af kødædende planter, som findes over hele kloden på fugtig, næringsfattig bund. Her nævnes kun de to slægter, som er repræsenteret ved arter, der er vildtvoksende, eller som dyrkes i Danmark. 
| Slægter |

- Blærerod (Utricularia)
- Vibefedt (Pinguicula)
- Genlisea